# الشويهة (بكيل المير)

تعديل مصدري - تعديل

الشويهة هي إحدى قرى عزلة العطن بمديرية بكيل المير التابعة لمحافظة حجة، بلغ تعداد سكانها 311 نسمة حسب تعداد اليمن لعام 2004.